# Carneville
Carneville ist eine französische Gemeinde mit 240 Einwohnern (Stand: 1. Januar 2022) im Département Manche in der Region Normandie. Sie gehört zum Arrondissement Cherbourg und zum Kanton Val-de-Saire. 

## Lage
Die Gemeinde liegt in der Landschaft Val de Saire auf der Halbinsel Cotentin.
Sie grenzt im Norden an Fermanville, im Nordosten an Cosqueville, im Osten an Théville, im Süden an Gonneville-Le Theil und im Westen an Maupertus-sur-Mer.

## Bevölkerungsentwicklung
| Jahr      | 1962 | 1968 | 1975 | 1982 | 1990 | 1999 | 2008 | 2018 |
| --------- | ---- | ---- | ---- | ---- | ---- | ---- | ---- | ---- |
| Einwohner | 219  | 194  | 177  | 213  | 241  | 222  | 225  | 235  |

## Sehenswürdigkeiten
- Kirche Saint-Malo
- Château de Carneville, Monument historique seit 1975

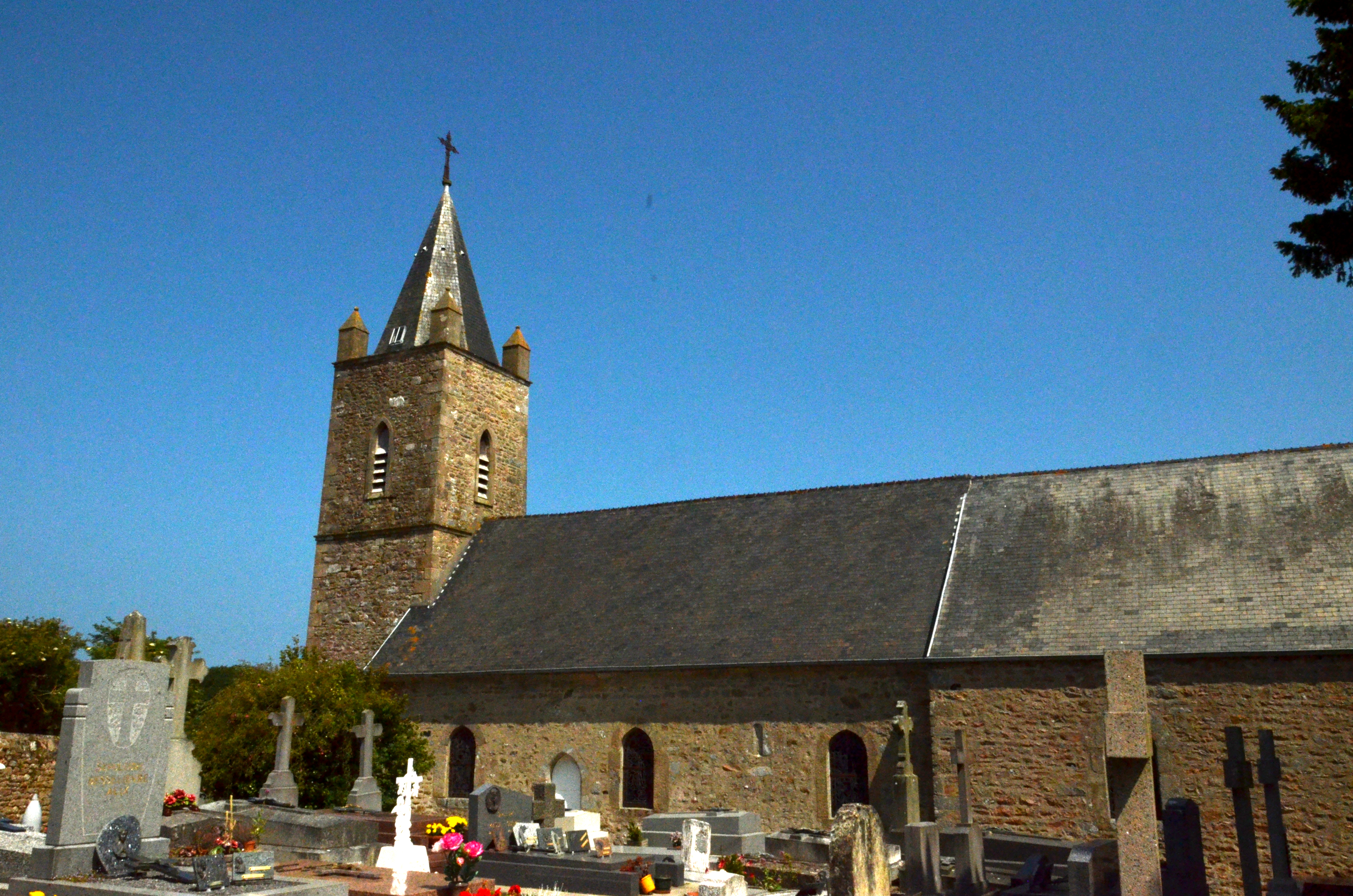
Kirche Saint-Malo
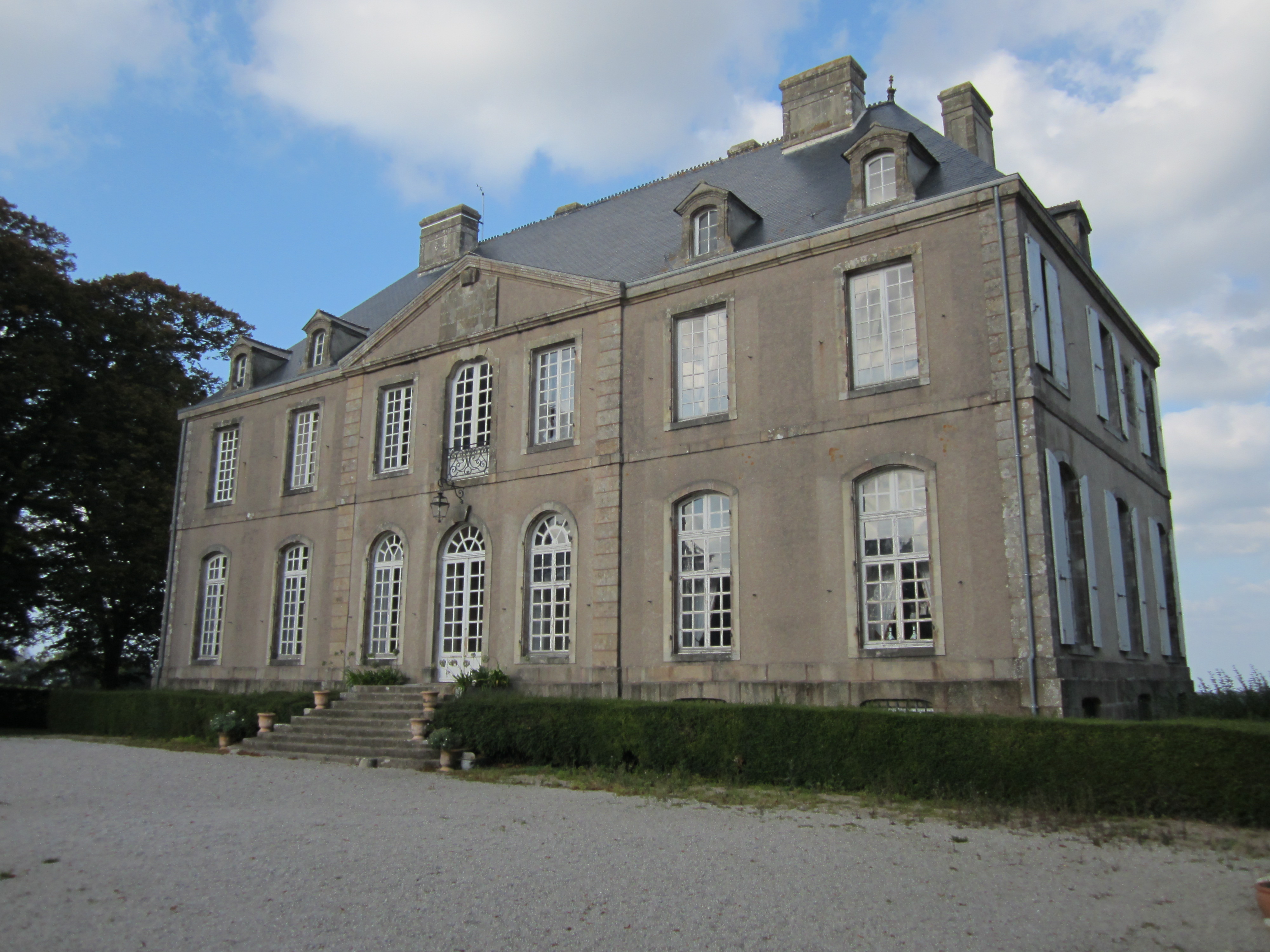
Château de Carneville